# دايهاتسو أوكامورا
دايهاتسو أوكامورا (باليابانية: 岡村 大八) (مواليد 15 فبراير 1997) هو لاعب كرة قدم ياباني.

## وصلات خارجية
- دايهاتسو أوكامورا على موقع رابطة كرة القدم اليابانية للمحترفين (اليابانية)
- دايهاتسو أوكامورا على موقع قاعدة بيانات كرة القدم.إي يو (الإنجليزية)
- دايهاتسو أوكامورا على موقع Soccerway.com (الإنجليزية)
- دايهاتسو أوكامورا على موقع عالم كرة القدم.نت (الإنجليزية)